# Amministrazione generale di Lombardia
L’Amministrazione generale della Lombardia fu il governo provvisorio instaurato dall’esercito francese sullo Stato di Milano dopo averlo conquistato nel 1796.

## Storia
Il 25 agosto la vecchia Congregazione dello Stato assorbì i poteri della disciolta Agenzia militare di Lombardia, e cambiò nome in Amministrazione generale, ristabilendo così un governo regionale di tipo civile. Il 9 messidoro IV la sede fu fissata a palazzo Marino.
Il 4 brumale V le fu sottoposta l’Intendenza di finanza, che di conseguenza fu derubricata ad Ispettoria centrale. Quattro giorni dopo le furono affidati i pieni poteri politici e civili.
L’amministrazione comprendeva tre comitati, uno di corrispondenza, uno militare e uno di polizia, quest’ultimo con diramazioni in ciascuna provincia.
Gli amministratori nominati da Napoleone furono dodici, di alto profilo e selezionati in modo che tutte le sei province fossero rappresentate. Il generale corso impiantò anche un più ampio Consiglio dei Quaranta di tipo consultivo.
Il decreto dell’11 piovoso V organizzò meglio la struttura interna dell’Amministrazione dividendola in quattro comitati, uno per i servizi pubblici, uno per i lavori pubblici, uno per le questioni finanziarie e uno per quelle economiche.
Con la proclamazione della Repubblica Cisalpina, il governo provvisorio fu infine sciolto.